# Paulista (Paraíba)
Paulista is een gemeente in de Braziliaanse deelstaat Paraíba. De gemeente telt 12.004 inwoners (schatting 2009).
De gemeente grenst aan Riacho dos Cavalos, São Bento, Serra Negra do Norte, São José de Espinharas, Vista Serrana, Condado (Paraíba), Pombal (Paraíba), Pombal (Paraíba), Lagoa (Paraíba) en Mato Grosso (Paraíba).